# Okręg wyborczy nr 13 do Sejmu Rzeczypospolitej Polskiej (1991–1993)
Okręg wyborczy nr 13 do Sejmu Rzeczypospolitej Polskiej (1991–1993) obejmował województwo jeleniogórskie i legnickie. W ówczesnym kształcie został utworzony w 1991. Wybieranych było w nim 11 posłów w systemie proporcjonalnym.
Siedzibą okręgowej komisji wyborczej była Jelenia Góra.

## Wybory parlamentarne 1991
Głosowanie odbyło się 27 października 1991.
| Komitet wyborczy                                      | Komitet wyborczy                                                  | Głosów | %     | Mandaty | Wybrani posłowie                     |
| ----------------------------------------------------- | ----------------------------------------------------------------- | ------ | ----- | ------- | ------------------------------------ |
|                                                       | Unia Demokratyczna                                                | 38 080 | 14,38 | 2       | Jan Kisiliczyk, Tadeusz Pokrywka     |
|                                                       | Sojusz Lewicy Demokratycznej                                      | 37 045 | 13,98 | 2       | Irmindo Bocheń, Jerzy Szmajdziński   |
|                                                       | Polskie Stronnictwo Ludowe Sojusz Programowy                      | 22 023 | 8,31  | 1       | Józef Pawlak                         |
|                                                       | Wyborcza Akcja Katolicka                                          | 20 009 | 7,55  | 1       | Antoni Dzierżyński                   |
|                                                       | Konfederacja Polski Niepodległej                                  | 19 583 | 7,39  | 1       | Krzysztof Błażejczyk                 |
|                                                       | Porozumienie Obywatelskie Centrum                                 | 18 583 | 7,02  | 1       | Maciej Zalewski, Andrzej Tyszkiewicz |
|                                                       | Kongres Liberalno-Demokratyczny                                   | 16 586 | 6,26  | 1       | Marek Moszczyński                    |
|                                                       | Niezależny Samorządny Związek Zawodowy „Solidarność”              | 15 987 | 6,04  | 1       | Tadeusz Lewandowski                  |
|                                                       | Polska Partia Przyjaciół Piwa                                     | 12 083 | 4,56  | 1       | Tomasz Brach                         |
|                                                       | Porozumienie Ludowe                                               | 11 620 | 4,39  | –       |                                      |
|                                                       | Chrześcijańska Demokracja                                         | 6666   | 2,52  | –       |                                      |
|                                                       | Solidarność Pracy                                                 | 5899   | 2,23  | –       |                                      |
|                                                       | Partia Chrześcijańskich Demokratów                                | 5202   | 1,96  | –       |                                      |
|                                                       | Unia Polityki Realnej                                             | 4834   | 1,82  | –       |                                      |
|                                                       | Partia Wolności                                                   | 4577   | 1,73  | –       |                                      |
|                                                       | Polski Związek Emerytów, Rencistów i Inwalidów O/W Legnica        | 3958   | 1,49  | –       |                                      |
|                                                       | Koalicja Polskiej Partii Ekologicznej i Polskiej Partii Zielonych | 3670   | 1,39  | –       |                                      |
|                                                       | Stronnictwo Demokratyczne                                         | 3612   | 1,36  | –       |                                      |
|                                                       | Zdrowa Polska – Sojusz Ekologiczny                                | 3525   | 1,33  | –       |                                      |
|                                                       | Polska Partia Ekologiczna – Zieloni                               | 2862   | 1,08  | –       |                                      |
|                                                       | Stronnictwo Narodowe                                              | 2588   | 0,98  | –       |                                      |
|                                                       | Polska Wspólnota Narodowa – Polskie Stronnictwo Narodowe          | 2288   | 0,86  | –       |                                      |
|                                                       | Wyborczy Blok Mniejszości                                         | 2199   | 0,83  | –       |                                      |
|                                                       | Blok Ludowo-Chrześcijański                                        | 851    | 0,32  | –       |                                      |
|                                                       | Polski Związek Zachodni                                           | 561    | 0,21  | –       |                                      |
| Frekwencja: 39,10% Źródło: Państwowa Komisja Wyborcza |                                                                   |        |       |         |                                      |